# Nasional FM
Nasional FM est une station de radio malaisienne exploitée par Radio Televisyen Malaysia, diffusée en malais. C'est aussi la première station de radio de la Malaisie à diffuser en FM stéréo depuis son lancement le 20 juin 1975.
La station était autrefois connue sous le nom de Radio Muzik, Radio 2, Radio Malaisie Saluran Muzik, Radio FM Stereo et Muzik FM.

## Histoire
À la suite de la scission de Klasik Nasional FM au 1er janvier 2012, Nasional FM a été relancé et a repris les fréquences de Muzik FM, ses annonceurs et ses DJ.